# Ptolemaios (Epirus)
Ptolemaios (altgriechisch Πτολεμαῖος Ptolemaíos) war ein König der Molosser und Hegemon der Epiroten aus der Dynastie der Aiakiden im 3. vorchristlichen Jahrhundert.
Ptolemaios war der jüngere Sohn König Alexandros’ II. und seiner Halbschwester Olympias sowie ein Enkel des berühmten Pyrrhos. Sein älterer Bruder und Vorgänger war Pyrrhos II.
Bald nach seinem Herrschaftsantritt, zu einem nicht näher genannten Zeitpunkt in der Regierungszeit seines Schwagers Demetrios II. von Makedonien (239–229 v. Chr.), wurde Ptolemaios während eines Feldzugs gegen seine Feinde, wohl den Aitolischen Bund, in Ambrakia von einer Krankheit befallen, an der er verstarb. Einem anderslautenden Bericht zufolge fiel er einem Attentat zum Opfer. Es ist nicht unwahrscheinlich, dass sein Tod im Zusammenhang mit der Erhebung der Epiroten gegen das Königshaus stand. Ptolemaios war der letzte männliche Angehörige des Herrscherhauses der Aiakiden.